# Johann von Ringgenberg

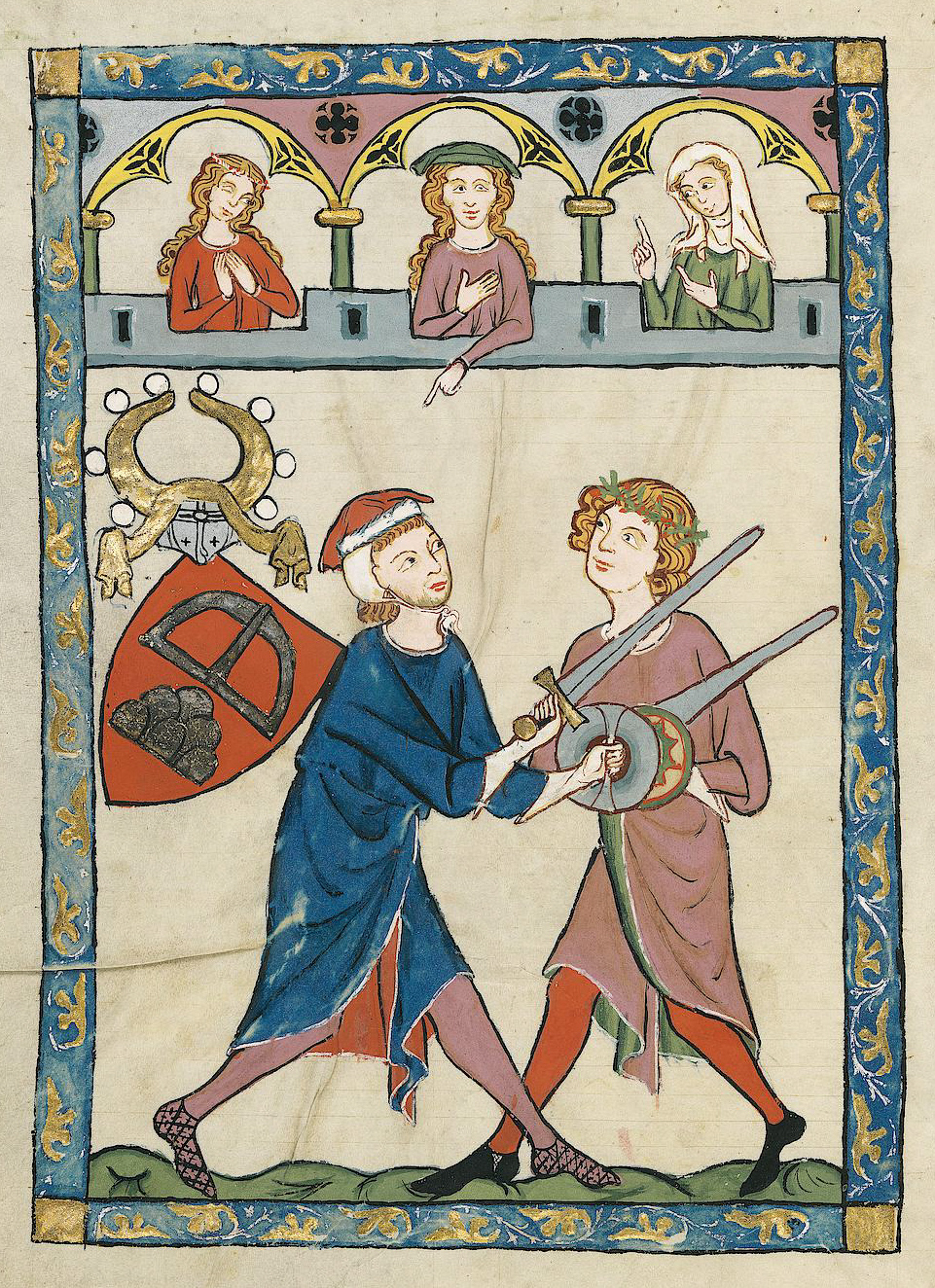
Johann von Ringgenberg in der Darstellung im Codex Manesse (um 1300)

Johann von Ringgenberg (urkundlich belegt in den Jahren von 1291 bis 1351) war ein mittelalterlicher Spruchdichter. Das Freiherrengeschlecht derer von Ringgenberg lebte im Gebiet des heutigen Kanton Bern, nordöstlich der Stadt Interlaken.
Es lebten drei Männer mit diesem Namen. Die beiden ersten waren Freiherren und sind im Laufe der Zeit in der Überlieferung wohl zu einer Person verschmolzen.

## Der Spruchdichter Johann von Ringgenberg
Johann I. war der älteste Sohn von Philipp I., geboren um das Jahr 1240. Er wurde im 13. Jahrhundert als Dichter bekannt, sein Vorbild war Reinmar von Zweter (1200 bis nach 1247). Aufgrund der Bildunterschrift her (mittelhochdeutsch für Herr, Vasall oder Dienstmann, aber auch für einen Mann von Adel) in der Manessische Liederhandschrift fehlte ihm wohl der Ritterschlag. Von Johann von Ringgenberg sind in der Manessischen Liederhandschrift 17 Spruchstrophen im gleichen Ton überliefert. Der Dichter Ulrich Boner widmete Johann von Ringgenberg bereits in der ersten Hälfte des 14. Jahrhunderts seine Fabelsammlung Der Edelstein und erwies ihm so seine Wertschätzung.
1283 musste er nach dem Tod seines Vaters die Regierungsgeschäfte übernehmen. 1291 schlichtete das Kloster Interlaken einen Streit um Weiderechte in der Freiherrschaft Ringgenberg.
Vermutlich besiegelte bereits sein Sohn Johann II. im Jahr 1303 die Niederlage im Holzerstreit gegen das Kloster Interlaken. Johann II. der Ältere war 1307, Johann III. der Jüngere 1331 Ritter. Ersterer starb Ende 1350, Letzterer 1348 während eines Pestzuges. Johann II. brachte seine Freiherrschaft unbeschadet durch die diversen Kriege in der 1. Hälfte des 14. Jahrhunderts.
Insgesamt aber sind die Überlieferungen zum Teil recht widersprüchlich, so dass einiges offenbleibt.